# Areni
Areni (en armeni: Արենի) és un poble de la província de Vaiots Dzor, d'Armènia. Incloent-hi el poble d'Amaghu, tenia 1.811 habitants el 2008.
Areni és conegut sobretot per la producció de vi, la major part del qual s'elabora al poble proper de Getap.

## Excavacions d'un jaciment de l'edat del coure
El 2007, un equip armenioirlandés va excavar el jaciment de la Cova Areni 1, que va mostrar capes de l'Eneolític i de l'edat del bronze inicial (5000–4000 abans de la nostra era).
El gener del 2011, uns arqueòlegs van anunciar el descobriment del celler més antic conegut. Contenia una premsa, tines de fermentació, gerres i copes. També hi han trobat llavors de raïm de vinyes de l'espècie Vitis vinifera.

## Esglésiade Sourp Astvatsatsin
L'església de Sourp Astvatsatsin ('Santa Mare de Déu'), d'Areni, va ser erigida per l'arquitecte Momik el 1321.
Els sacerdots autòctons eren coneguts per la qualitat del vi que hi produïen.

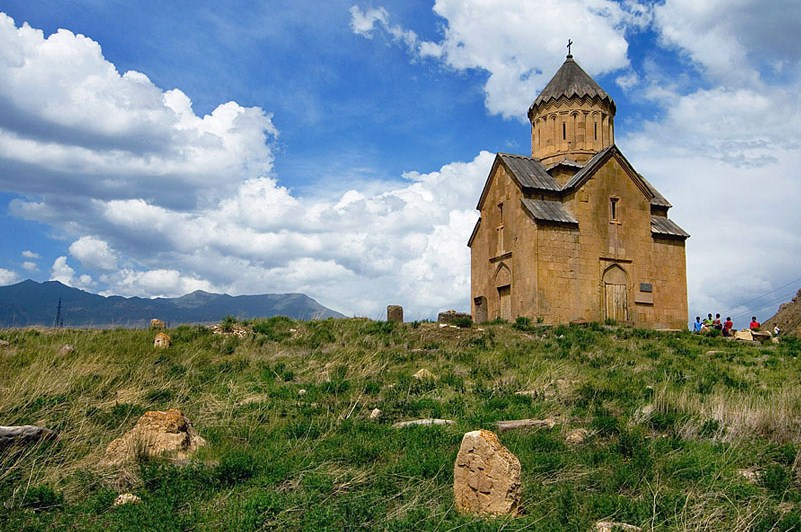
Església de Sourp Astvatsatsin